# ۸۲۲ (میلادی)
۸۲۲ (میلادی) هشتصد و بیست و دومین سال تقویم میلادی است.

## رویدادها
- به قدرت رسیدن طاهر بن حسین  و تأسیس سلسله طاهری توسط وی در ایران.

## درگذشتگان
‎